# 毛瓣木蓝
毛瓣木蓝（学名：Indigofera hebepetala），为豆科木蓝属下的一个植物种。